# Túlio Starling
Túlio Starling (Belo Horizonte, 30 de abril de 1990) é um ator brasileiro, com trajetória no teatro, no cinema e na televisão. Tornou-se conhecido ao protagonizar a novela No Rancho Fundo.

## Carreira
Em 2003, aos treze anos, começou a ter aulas de teatro, ainda quando vivia em Belo Horizonte. Aos quinze, se mudou para Brasília, e foi lá que ele fez a sua carreira artística, cofundando a Agrupação Teatral Amacaca (ATA) e desenvolvendo uma parceria com o dramaturgo brasiliense Hugo Rodas, que foi seu professor na faculdade e com quem trabalhou em peças como Ensaio Geral e Punaré & Baraúna. Em 2015, Starling se tornou bacharel em Artes Cênicas na UnB, mesmo ano no qual foi premiado por sua atuação na peça Desbunde.
Em 2013, Starling fez a sua estreia no cinema, vivendo Dudu em Faroeste Caboclo, e dentre os filmes que fez, estão O Pastor e o Guerrilheiro, de José Eduardo Belmonte, e A Porta ao Lado, de Júlia Rezende, no qual contracenou com Letícia Colin, Dan Ferreira e Bárbara Paz.
Ao se mudar para São Paulo em 2017, ingressa no Teatro Oficina, desenvolvendo uma parceria com o aclamado diretor Zé Celso Martinez, com quem trabalhou nas peças Bacantes, Macumba Antropófaga, O Rei da Vela e Roda Viva. Foi a partir desse ano que Starling começou a fazer trabalhos no streaming, começando pelo Moacir da série da Looke Cidade Invisível, o Peu da série da MTV Feras, e uma participação na série Dois Tempos, do Star+. Em 2021, Starling foi o protagonista Simão da série Hit Parade, pelo Canal Brasil, canal a cabo do Grupo Globo, que retransmitiu a série para seu streaming, o Globoplay.
Sua estreia na televisão foi em 2022, ao interpretar Chico Marruá na primeira fase do remake de Pantanal, da TV Globo. Na sequência, Starling fez dois trabalhos para o Globoplay: o deus Dionísio de Vicky e a Musa e o Gabriel de Justiça 2. E em 2024, Starling foi escolhido para interpretar o protagonista Artur em No Rancho Fundo. Nessa novela, ele repetiu a parceria com Larissa Bocchino, com quem contracenou na série Hit Parade, do Canal Brasil, e que interpreta Quinota, o par romântico de seu personagem na trama das seis.

## Vida pessoal
Apesar de ter nascido em Belo Horizonte, Starling tem uma relação especial com a cidade de Brasília, na qual passou a adolescência e parte da juventude, e se construiu como ator. Ele se diz avesso às redes sociais, mas relatou ter sentido a necessidade de aderir a elas por conta da popularidade que adquiriu após protagonizar No Rancho Fundo. Também foi por conta da novela que Starling se mudou para o Rio de Janeiro. Ele é sobrinho-neto do ator Mauro Mendonça. Sua namorada é a também atriz Nash Laila.

## Filmografia

### Televisão/Streaming
| Ano     | Título/Obra      | Personagem               | Notas                       | Plataforma   | Ref.  |
| ------- | ---------------- | ------------------------ | --------------------------- | ------------ | ----- |
| 2017    | Cidade Invisível | Moacir                   |                             | Looke        |       |
| 2019    | Feras            | Peu                      |                             | MTV          |       |
| 2021    | Hit Parade       | Simão                    |                             | Canal Brasil | [ 3 ] |
| 2022    | Pantanal         | Francisco "Chico" Marruá | Episódios: "28–29 de março" | Globo        | [ 5 ] |
| 2023    | Dois Tempos      | Raul Lisboa              |                             | Star+        |       |
| 2023–24 | Vicky e a Musa   | Dionísio                 |                             | Globoplay    |       |
| 2024    | Justiça 2        | Gabriel                  |                             | Globoplay    | [ 6 ] |
| 2024    | Lama dos Dias    | Andreas                  | Temporada 2                 | Canal Brasil | [ 7 ] |
| 2024    | No Rancho Fundo  | Artur Ariosto Evaristo   |                             | Globo        |       |
| 2025–26 | Três Graças      | José Maria               |                             | Globo        | [ 8 ] |

### Cinema
| Ano  | Título                    | Personagem | Notas e Referências. |
| ---- | ------------------------- | ---------- | -------------------- |
| 2009 | A Noite Por Testemunho    | Anônimo 4  | Curta-metragem       |
| 2013 | Faroeste Caboclo          | Dudu       |                      |
| 2014 | Jeitosinha                | Osmarzinho |                      |
| 2016 | Campus Santo              | Alex       |                      |
| 2019 | Anna                      | Hamlet     |                      |
| 2020 | Bula                      | João       |                      |
| 2022 | A Espera de Liz           | Igor       |                      |
| 2023 | O Pastor e o Guerrilheiro | Diogo      |                      |
| 2023 | A Porta ao Lado           | Fred       | [ 3 ]                |
| 2023 | Água Doce                 | Pedro      | Curta-metragem       |

## Teatro
| Ano     | Título                                                                        | Personagem  | Ref.   |
| ------- | ----------------------------------------------------------------------------- | ----------- | ------ |
| 2012    | A Despedida                                                                   |             |        |
| 2012    | Cosme Trepado                                                                 |             |        |
| 2012-16 | Ensaio Geral                                                                  |             |        |
| 2014    | Gota                                                                          |             |        |
| 2014    | La chica de la agencia de viajes nos dijo que habia piscina en el apartamento |             |        |
| 2014-15 | Abensonhar                                                                    |             |        |
| 2014-16 | Desbunde                                                                      |             | [ 10 ] |
| 2015-16 | Punaré & Baraúna                                                              |             |        |
| 2017    | Bacantes                                                                      | Coro        |        |
| 2017    | Macumba Antropófaga                                                           |             |        |
| 2017-18 | O Rei da Vela                                                                 | Abelardo II |        |
| 2018-19 | Roda Viva                                                                     | Coro        |        |
| 2020    | Lazarus                                                                       |             |        |
| 2023    | Mutação de Apoteose                                                           |             |        |